# Honda CB 250 Two Fifty
Honda CB 250 – japoński motocykl typu naked bike produkowany przez firmę Honda od 1992 do 2003 roku.

## Dane techniczne/Osiągi
| Silnik                                 | Chłodzony powietrzem, czterosuwowy, dwa cylindry |
| Pojemność skokowa                      | 234 cm³                                          |
| Średnica cylindra x skok tłoka         | 53 mm x 53 mm                                    |
| Stopień sprężania                      | 9,2:1                                            |
| Zasilanie                              | 1 x gaźnik Keihin 26 mm                          |
| Maksymalna moc                         | 17 KM przy 8000 obr/min                          |
| Maksymalny moment obrotowy             | 18 Nm przy 6500 obr/min                          |
| Skrzynia biegów / przeniesienie napędu | 5 biegów / łańcuch                               |
| Zawieszenie przód                      | Widelec teleskopowy 31 mm                        |
| Zawieszenie tył                        | Podwójne amortyzatory z 5-stopniową regulacją    |
| Hamulce przód                          | Pojedyncza tarcza 240 mm                         |
| Hamulce tył                            | Bębnowy 130 mm                                   |
| Przednia opona                         | 90/100-18 54S                                    |
| Tylna opona                            | 120/90-16 63S                                    |
| Masa własna (suchy)                    | 132 kg                                           |
| Pojemność zbiornika paliwa             | 16 l                                             |
| Prędkość maksymalna                    | 120 km/h                                         |